# Joe Cole (acteur)
Ne doit pas être confondu avec Joe Cole.
Pour les articles homonymes, voir Cole.
Joseph Cole, dit Joe Cole, est un acteur anglais, né le 28 novembre 1988 à Londres (Angleterre). 
Il se fait connaître à la télévision grâce au rôle de Luke Skins, à partir de la sixième saison, et de John Shelby dans Peaky Blinders.
il a joué dans le film the damned

## Biographie

### Jeunesse
Joseph Michael Cole naît le 28 novembre 1988 dans le quartier de Kingston upon Thames à Londres, en Angleterre. Ses parents sont George et Susan Cole. Il a quatre frères, dont Finn Cole — également acteur.
Jeune, il assiste au cours d'art dramatique au National Youth Theatre.

### Carrière
En 2010, il commence sa carrière d'acteur à la télévision, dans un épisode de la série télévisée The Bill et deux épisodes dans Holby City, Skins, ainsi que le téléfilm Stanley Park de Misha Manson-Smith.
En 2012, il fait ses premiers pas au cinéma, aux côtés de Jeremy Irvine et Dakota Fanning, dans le long métrage Now is Good d'Ol Parker, une adaptation du livre Je veux vivre (Before I Die, 2007) de Jenny Downham.
En 2013, il apparaît dans la série Peaky Blinders, aux côtés de Cillian Murphy, Tom Hardy, Helen McCrory et son frère Finn Cole.
En 2016, il apparaît dans le film d'horreur Green Room de Jeremy Saulnier.
En 2017, il incarne le boxeur Billy Moore dans Une prière avant l'aube (A Prayer Before Dawn) de Jean-Stéphane Sauvaire, où le personnage, aggravé par la consommation de yaba, une méthamphétamine locale très répandue, avant d'être arrêté par la police thaïlandaise pour usage de drogue et de se trouver en prison avec la pègre et les gangs thaïs. Grâce à ce rôle, il obtient le prix du meilleur acteur à la cérémonie des British Independent Film Awards en 2018.
Le 19 janvier 2021, Deadline Hollywood révèle qu'il est engagé dans le rôle d'Iver Iversen pour le film dramatique Perdus dans l'Arctique (Against the Ice) de Peter Flinth, adapté du roman danois Two Against The Ice du capitaine Ejnar Mikkelsen qui est interprété par Nikolaj Coster-Waldau et également co-scénariste.

## Filmographie

### Cinéma

#### Longs métrages
- 2012 : Offender de Ron Scalpello : Tommy
- 2012 : Now is Good d'Ol Parker : Scott
- 2014 : Up and Down (A Long Way Down) de Pascal Chaumeil : Chas
- 2014 : The Falling de Carol Morley : Kenneth
- 2014 : Peterman de Mark Abraham : Johnny
- 2014 : Pressure de Ron Scalpello : Jones
- 2016 : Green Room de Jeremy Saulnier : Reece
- 2016 : Aux yeux de tous (Secret in Their Eyes) de Billy Ray : Marzin / Beckwith
- 2017 : Une prière avant l'aube (A Prayer Before Dawn) de Jean-Stéphane Sauvaire : Billy Moore
- 2017 : Eye on Juliet de Kim Nguyen : Gordon
- 2017 : Woodshock de Kate Mulleavy et Laura Mulleavy : Nick
- 2017 : Thank You for Your Service de Jason Hall : Billy Waller
- 2018 : Happy New Year, Colin Burstead. de Ben Wheatley : Ed
- 2020 : Avalanche (One of These Days) de Bastian Günther : Kyle Parson
- 2022 : Perdus dans l'Arctique (Against the Ice) de Peter Flinth : Iver Iversen
- 2025 : The Actor (The Actor) de Duke Johnson : Nick

#### Courts métrages
- 2010 : Assessment de Mahalia Belo : Michael
- 2012 : Volume de Mahalia Belo : Sam
- 2014 : Slap de Nick Rowland : Connor
- 2014 : Callow & Sons de Georgia Oakley

### Télévision

#### Téléfilm
- 2010 : Stanley Park de Misha Manson-Smith : Lee

#### Séries télévisées
- 2010 : The Bill : Leo Cooper (saison 26, épisode 2 : Held Responsible)
- 2010 : Holby City : Shaun Jackson (2 épisodes)
- 2011 : Come Fly with Me : Jordan (2 épisodes)
- 2011 : Injustice : Alan Stewart (mini-série ; 4 épisodes)
- 2012 : Skins : Luke (2 épisodes)
- 2012 : The Tick of It : Jack (saison 4, épisodes 5)
- 2012 : The Hour : Trevor (3 épisodes)
- 2013 : Playhouse Presents : Stephen (saison 2, épisodes 7 : Cargese)
- 2013-2017 : Peaky Blinders : John Shelby (21 épisodes)
- 2017 : Black Mirror : Frank (saison 4, épisode 4 : Hang the DJ)
- 2018 : Pure : Charlie (6 épisodes)
- Depuis 2020 : Gangs of London : Sean Wallace
- 2020 : Unsaid Stories : Tom (mini-série ; saison 1, épisode 2 : I Don't Want to Talk About This)
- 2022 : Harry Palmer : The Ipcress File : Harry Palmer (6 épisodes)
- 2023 : Une lueur d'espoir : Jan Gies
- 2024 : Nightsleeper : Joseph Roag